# Imzad
Imzad ili amzad jednostruki je lučni instrument koji koriste afrički Tuarezi.
Tijelo mu je izrađeno od tikvice ili drveta prekrivenog životinjskom kožom. Žice su izrađene od konjske dlake i povezane su u blizini vrata, a prolaze preko dvodijelnog mosta. Okrugli luk također je opremljen konjskom dlakom.
Njega sviraju samo žene kao pratnja pjesme, često tijekom večernje ceremonije zvane takket. Godine 2013. uvršten je na UNESCO-ov popis nematerijalne kulturne baštine.

## Vanjske poveznice
- Službena stranica  Arhivirana inačica izvorne stranice od 21. ožujka 2008. (Wayback Machine) (na francuskom)